# Nama segetalis
Nama segetalis là loài thực vật có hoa trong họ Mồ hôi. Loài này được Ricketson mô tả khoa học đầu tiên năm 2008.